# 丹寨县
丹寨县是中华人民共和国贵州省黔东南苗族侗族自治州下辖的一个县，位于贵州东南部，黔东南苗族侗族自治州西部。
与之接壤的县市有：东边雷山县，南边三都水族自治县，西边都匀市、麻江县，北边凯里市。
全县面积938平方公里，下轄4个镇、2个村、1个省级经济开发区和1个省级农业园区，县政府驻龙泉镇。2015年人口17.8万，其中苗族人口比例超過四分之三。全縣通用丹寨話，屬於漢語西南官話。

## 历史沿革
民国三十一年（1942年）撤销丹江县建置，将其西部地区并入八寨县，改名丹寨县。1952年12月成立丹寨苗族自治区（县级），隶都匀专区，1955年4月改称丹寨苗族自治县，1956年改隶黔东南苗族侗族自治州。1957年1月改为丹寨县。

## 行政区划
丹寨县下辖4个镇、2个乡：
龙泉镇、兴仁镇、排调镇、扬武镇、雅灰乡和南皋乡。

## 交通
- 321国道、 356国道过境。

## 經濟發展
丹寨是国家级贫困县。2014年起，万达集团定点扶贫丹寨，斥资14亿元，在丹寨县实施“企业包县，整体脱贫”的扶贫模式，建立旅游小镇，后建立扶贫茶园。

## 人文景观
- 历史建筑万寿宫
- 距今一千五百多年的省级文物白皮纸(国画纸)作坊-石桥
- 排倒莫：中国蜡染艺术之乡。
- 贵州省人民政府已将苗族古瓢琴舞、翻鼓节、苗族历法、苗族百鸟衣、苗族芦笙词、四滴水芦笙制作技艺、苗族婚俗、苗族丧葬习俗等16项被列为省级非物质文化遗产名录。
- 苗族蜡染、古法造纸、苗族锦鸡舞、贾、苗族苗年、苗族服饰、苗族芒筒芦笙祭祀乐舞七个项目已被国务院列为国家级非物质文化遗产保护名录。